# حركة سلام

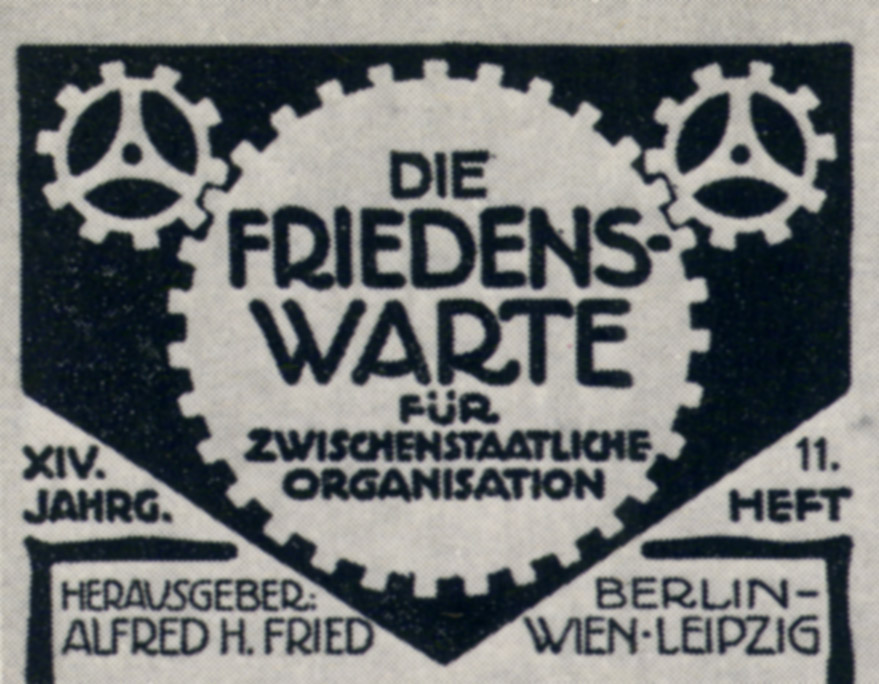
غلاف مجلة Die Friedens-Warte، المجلة الألمانية لحركة السلام، العدد 11، 1913

حركة السلام هي حركة اجتماعية تسعى إلى تحقيق مُثُل عُليا مثل إنهاء حرب معينة (أو كل الحروب)، وتقليل العنف بين البشر في مكان معين أو موقف معين، وغالبًا ما ترتبط بهدف تحقيق السلام العالمي. وتشمل وسائل تحقيق هذه الغايات الدعوة إلى السلام، والمقاومة غير العنيفة، والدبلوماسية، والمقاطعات، ومعسكرات السلام، والمشتريات الأخلاقية، ودعم المرشحين السياسيين المناهضين للحرب، والتشريع لإزالة الأرباح من العقود الحكومية إلى الصناعات العسكرية، وحظر الأسلحة، وإنشاء أدوات حكومية شفافة ومفتوحة، وتوجيه الديمقراطية، ودعم المخبرين الذين يفضحون جرائم الحرب أو المؤامرات لخلق الحروب والمظاهرات وجماعات الضغط السياسية الوطنية لوضع التشريعات. التعاونية السياسية (The political cooperative) هي مثال على المنظمات التي تسعى إلى دمج جميع منظمات حركة السلام والمنظمات الخضراء، والتي قد يكون لها بعض الأهداف المتنوعة، ولكن جميعها لديها هدف مشترك يتمثل في السلام والاستدامة الإنسانية. يتمثل أحد اهتمامات بعض نشطاء السلام في التحدي المتمثل في تحقيق السلام عندما يستخدم الذين يعارضونه غالبًا العنف كوسيلة للتواصل والتمكين.
بعض الناس يشير إلى الانتماء العالمي للنشطاء والمصالح السياسية، مثل وجود هدف مشترك وهذا يشكل حركة واحدة هي «حركة السلام»، وهو يشمل جميع «الحركات المناهضة للحرب». على هذا النحو، غالبًا ما يتعذر التمييز بينهما ويشكلان تعاونًا واسعاً وسريع الاستجابة ومدفوعًا بالحدث (event-driven) بين المجموعات ذات الدوافع المتنوعة مثل الإنسانية، والبيئة، والنباتية، ومناهضة العنصرية، واللامركزية، والضيافة، والإيديولوجية، واللاهوت، والإيمان.

## مثالية السلام
هناك أفكار مختلفة حول ماهية «السلام» (أو ما ينبغي أن يكون)، والتي تؤدي إلى عدد وافر من الحركات التي تسعى إلى تحقيق المثل العليا للسلام. على وجه الخصوص، غالبًا ما يكون للحركات «المناهضة للحرب» أهداف قصيرة الأجل، بينما تدعو حركات السلام إلى اتباع سياسة حكومية نشطة ومستمرة.
غالبًا ما يكون من غير الواضح ما إذا كانت هناك حركة أو احتجاج معين ضد الحرب عمومًا، كما هو الحال في النزعة السلمية أو ضد مشاركة الحكومة في الحرب. في الواقع، يشعر بعض المراقبين أن هذا النقص في الوضوح أو الاستمرارية طويلة الأجل يمثل جزءًا رئيسيًا من إستراتيجية أولئك الذين يسعون إلى إنهاء الحرب، مثل حرب فيتنام.
الاحتجاجات العالمية ضد الغزو الأمريكي للعراق في أوائل عام 2003 هي مثال على «حركة» أكثر تحديداً وقصيرة المدى ومرتبطة بقضية واحدة - مع أولويات أيديولوجية متناثرة نسبيًا، تتراوح من النزعة السلمية المطلقة إلى الإسلاموية ومعاداة أمريكا (انظر الدروع البشرية في العراق). ومع ذلك، فإن بعض المشاركين في العديد من مثل هذه الحركات قصيرة الأجل وبناء علاقات ثقة مع الآخرين داخلها، يميلون في النهاية إلى الانضمام إلى المزيد من الحركات العالمية أو الطويلة الأجل.
على النقيض من ذلك، تسعى بعض عناصر حركة السلام العالمية إلى ضمان الأمن الصحي بإنهاء الحرب وضمان ما يعتبرونه حقوقًا إنسانية أساسية، بما في ذلك حق جميع الناس في الحصول على الهواء والماء والغذاء والمأوى والرعاية الصحية. يسعى عدد من النشطاء إلى تحقيق العدالة الاجتماعية في شكل حماية متساوية بموجب القانون وتكافؤ الفرص بموجب القانون للجماعات التي حُرمت في السابق من حقوقها.
تتميز حركة السلام في المقام الأول عن طريق الاعتقاد بأن البشر يجب ألا يشنوا الحرب على بعضهم البعض أو الانخراط في عمليات التطهير العرقي العنيف بسبب اللغة أو العرق أو الموارد الطبيعية أو الصراع الأخلاقي على الدين أو الأيديولوجية. يتميز معارضو الاستعدادات للحرب بأنهم يعتقدون بأن القوة العسكرية ليست معادلة للعدالة.
تميل حركة السلام إلى معارضة انتشار التكنولوجيات الخطيرة وأسلحة الدمار الشامل، ولا سيما الأسلحة النووية والحرب البيولوجية. علاوة على ذلك، يعترض الكثيرون على تصدير الأسلحة، بما في ذلك البنادق الآلية والقنابل اليدوية التي تقودها الدول الاقتصادية إلى الدول الأقل تقدماً. وقد عبر البعض، مثل SIPRI، عن قلق خاص لأن الذكاء الاصطناعي، والهندسة الجزيئية، وعلم الوراثة والبروتينات لها إمكانات تدميرية أكبر. وبالتالي هناك تقاطع بين عناصر حركة السلام والودود الجدد أو البدائية، ووكذلك مع حركات انتقاد التكنولوجيا مثل الأحزاب الخضراء، ومنظمة السلام الأخضر وحركة البيئة التي يشكلون جزءًا منها.
إنها واحدة من العديد من الحركات التي أدت إلى تشكيل جمعيات سياسية للأحزاب الخضراء في العديد من الدول الديمقراطية في نهاية القرن العشرين. تتمتع حركة السلام بنفوذ قوي في الأحزاب الخضراء في بعض البلدان، كما هو الحال في ألمانيا، وربما تعكس تجارب هذا البلد السلبية مع السياسة العسكرية في القرن العشرين.

## التاريخ

### السلام وهدنة الله
كانت أول حركات السلام الشامل في التاريخ هي "سلام الله" (Pax Dei)، الذي تم الإعلان عنها لأول مرة في عام 989 م في مجلس Charroux، و"سلام وهدنة لله" (Truce of God) التي تطورت منها وأعلنت لأول مرة في عام 1027 م. نشأت حركة "سلام الله" كرد فعل على العنف المتزايد ضد الأديرة في أعقاب سقوط سلالة كارولينيان، بقيادة الأساقفة وتمت نشرها في عدد من المجالس الكنسية اللاحقة، بما في ذلك المجالس المهمة في Charroux (989 م) and c. 1028)، Narbonne (990)، Limoges (994 and 1031)، Poitiers (c. 1000)، and Bourges (1038). سعت حركة "هدنة الله" إلى كبح جماح العنف عن طريق الحد من عدد الأيام الأسبوعية والأوقات في السنة التي يكون فيها النبلاء قادرين على ممارسة العنف. حركات السلام هذه وضعت الأسس لحركات السلام الأوروبية الحديثة".

### كنائس السلام التاريخية

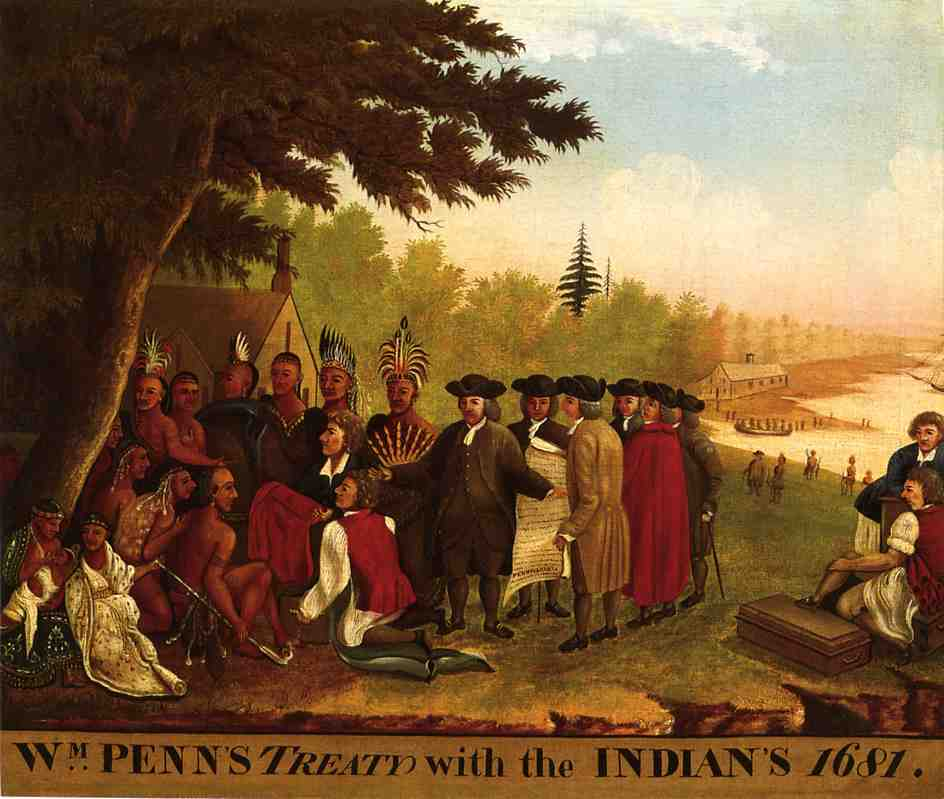
معاهدة بن مع الهنود. هذه المعاهدة لم تنتهك.

ابتداءً من القرن السادس عشر، أحدث الإصلاح البروتستانتي مجموعة متنوعة من الطوائف المسيحية الجديدة، بما في ذلك كنائس السلام التاريخية. وكان من أهمهم جمعية الأصدقاء الدينية (Quakers) والأميش والمينونايت وكنيسة الأخوة. كان الكويكرز من المدافعين البارزين عن النزعة السلمية، الذين نبذوا العنف بجميع أشكاله منذ عام 1660 وتمسكوا بالتفسير السلمي الصارم للمسيحية. طوال حروب القرن الثامن عشر التي شاركت فيها بريطانيا، حافظ الكويكرز على التزام مبدئي بعدم الخدمة في الجيش والميليشيات أو حتى دفع غرامة قدرها 10 جنيهات إسترلينية.

### القرن الثامن عشر
كانت حركات السلام في القرن الثامن عشر نتاجًا لخيرين من الفكر اندمجا في نهاية القرن الثامن عشر. أحدهما، المتجذر في التنوير العلماني، شجع السلام باعتباره الترياق العقلاني لأمراض العالم، بينما كان الآخر جزءًا من الإحياء الديني الإنجيلي الذي لعب دورًا مهمًا في حملة إلغاء العبودية. ومن بين دعاة التنوير جان جاك روسو، في كتابه Extrait du Projet de Paix Perpetuelle de Monsieur l'Abbe Saint-Pierre (1756)، وإيمانويل كانت، في كتابه «أفكار حول السلام الدائم». وجيريمي بنتهام الذي اقترح تشكيل جمعية سلام في عام 178. بينما كان ويليام ويلبرفورس يمثل الإحياء الديني، الذي اعتقد أنه ينبغي فرض قيود صارمة على المشاركة البريطانية في الحرب الثورية الفرنسية على أساس المثل المسيحية للسلام والإخاء.

### حركات السلام
خلال فترة حروب نابليون، على الرغم من عدم وجود حركة سلام رسمية حتى نهاية الأعمال الحربية، فقد ظهرت حركة سلام كبيرة تحركها المثل العليا العالمية، وذلك بسبب تصور بريطانيا تحارب في دور رجعي والتأثير الملموس المتزايد لأثر الحرب على رفاهية الشعب، والذي ظهر في صورة ارتفاع الضريبة وارتفاع معدلات الإصابات. تم توقيع 16 عريضة سلام إلى البرلمان من قبل أفراد من الشعب، وتم تنظيم مظاهرات مناهضة للحرب ومناهضة لبيت، ونشرت منشورات السلام على نطاق واسع.

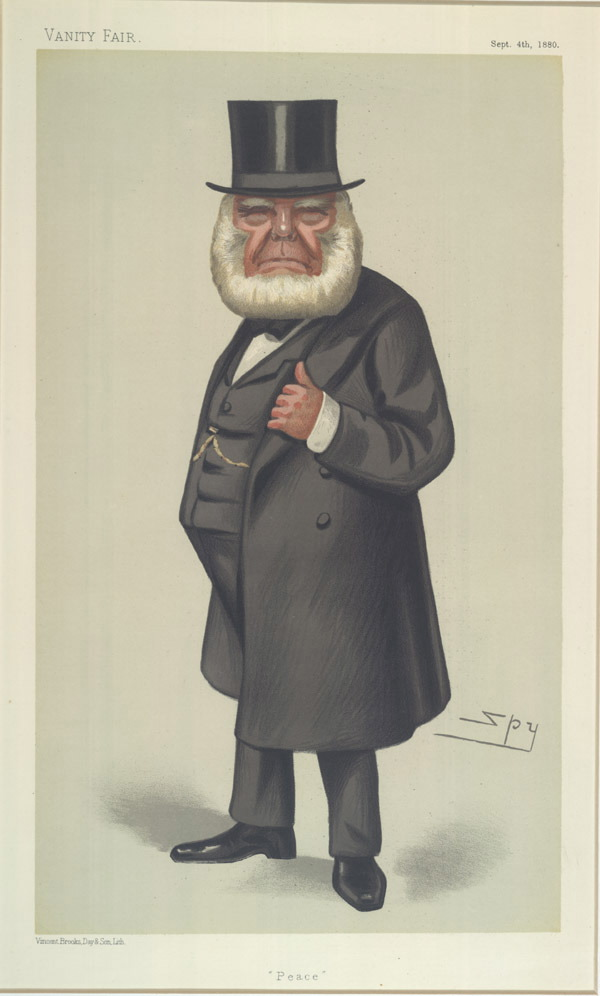
"سلام". كاريكاتير هنري ريتشارد، داعية بارز للسلم في منتصف القرن التاسع عشر.

ظهرت حركات السلام الأولى في 1815-1816. في الولايات المتحدة كانت أول حركة من هذا القبيل هي جمعية نيويورك للسلام، التي أسسها اللاهوتي ديفيد لو دودج عام 1815، وجمعية ماساتشوستس للسلام. أصبحت منظمة نشطة، وعقدت اجتماعات أسبوعية منتظمة، وتم إنتاج منشورات ونشرها حتى وصلت جبل طارق ومالطا، وتم وصف أهوال الحرب والدعوة إلى السلام على أسس مسيحية. تأسست جمعية لندن للسلام (المعروفة أيضًا باسم جمعية تعزيز السلام الدائم والعالمي) في عام 1816 لتعزيز السلام الدائم والعالمي من قبل فاعل الخير وليام ألين. في أربعينيات القرن التاسع عشر، شكلت النساء البريطانيات «دوائر أوراق الزيتون» (Olive Leaf Circles)، وهي مجموعات تضم حوالي 15 إلى 20 امرأة، لمناقشة الأفكار السلمية وترويجها.
بدأت حركة السلام تنمو في التأثير بحلول منتصف القرن التاسع عشر. عقدت جمعية لندن للسلام، بمبادرة من إليهو بوريت وهنري ريتشارد، أول مؤتمر دولي للسلام في لندن في عام 1843. قرر المؤتمر هدفين: المثل الأعلى للتحكيم السلمي في شؤون الأمم وإنشاء مؤسسة دولية لتحقيق ذلك. أصبح ريتشارد أمينًا لجمعية السلام في عام 1850، وهو المنصب الذي تفرغ له واحتفظ به لمدة 40 عامًا، واكتسب سمعة باسم «رسول السلام». وقد ساعد في تأمين أحد الانتصارات المبكرة لحركة السلام من خلال تأمين التزام من القوى العظمى في معاهدة باريس (1856) في نهاية حرب القرم، لصالح التحكيم. في القارة الأوروبية، التي اجتاحتها الاضطرابات الاجتماعية، عُقد أول مؤتمر للسلام في بروكسل في عام 1848، ثم باريس بعد ذلك بعام.
بعد تجربة الركود في الدعم بسبب تجدد النزعة العسكرية خلال الحرب الأهلية الأمريكية وحرب القرم، بدأت الحركة في الانتشار في جميع أنحاء أوروبا وبدأت التسلل إلى الحركات الاشتراكية الجديدة للطبقة العاملة. في عام 1870، شكل راندال كريمر جمعية السلام للعمال في لندن. كان كريمر، إلى جانب الاقتصادي الفرنسي فريديريك باسي، الأب المؤسس لأول منظمة دولية للتحكيم في النزاعات عام 1889، الاتحاد البرلماني الدولي. تأسس المجلس الوطني للسلام بعد المؤتمر العالمي السابع عشر للسلام في لندن (يوليو 1908).

### حركات المقاومة غير العنيفة

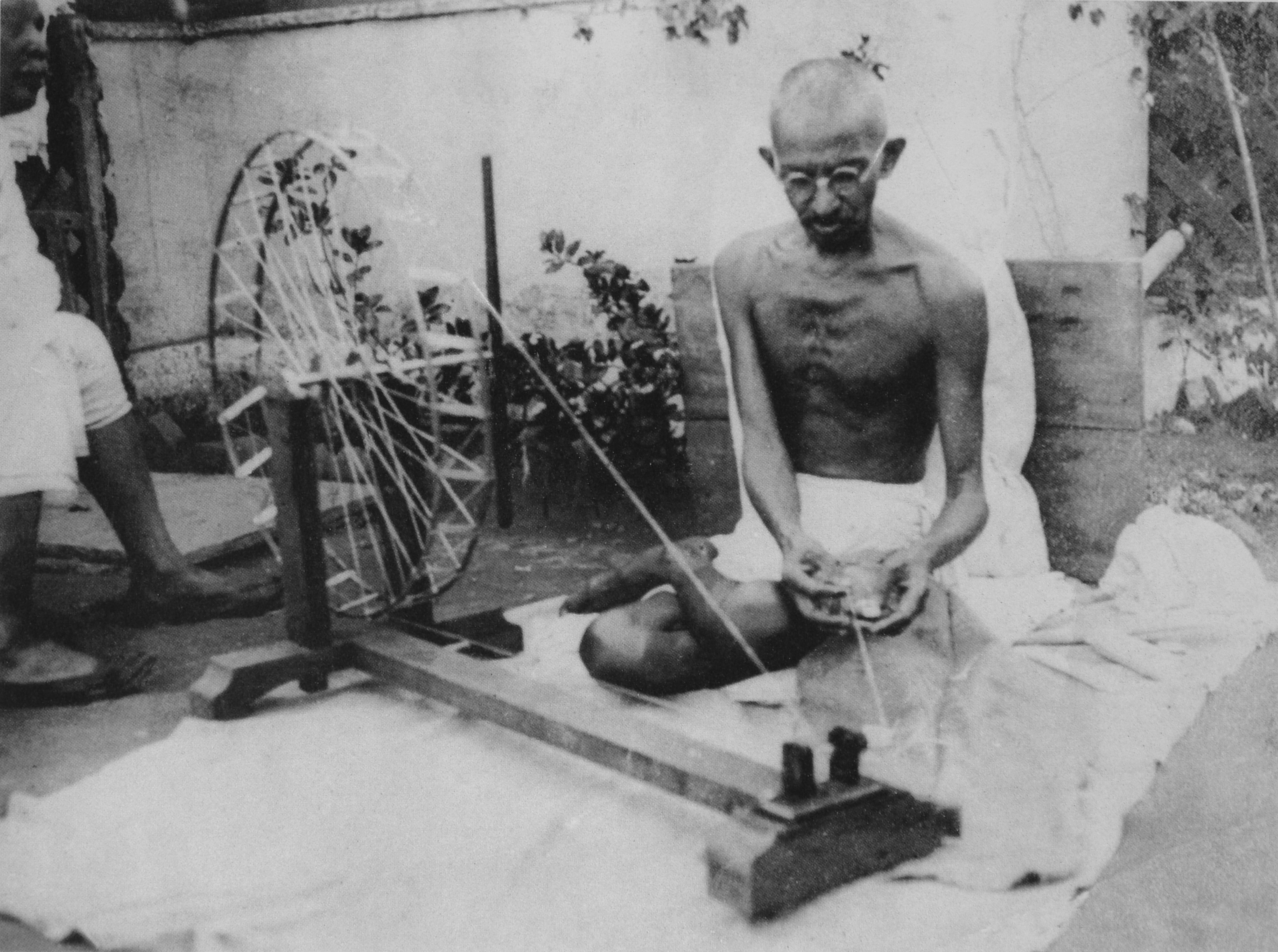
المهاتما غاندي، زعيم حركة الاستقلال الهندية والمدافع عن المقاومة اللاعنفية.

كان المهاتما غاندي (1869-1948) في الهند أحد أكثر المتحدثين تأثيراً عن السلام واللاعنف في القرن العشرين. تضم Gandhism الأفكار والمبادئ التي روج لها غاندي، ومن أهمها المقاومة اللاعنفية. يقول M.M. Sankhdher إن الغانديّة ليست موقفًا منهجيًا في الميتافيزيقيا أو في الفلسفة السياسية. إنها بالأحرى عقيدة سياسية، عقيدة اقتصادية، نظرة دينية، مبدأ أخلاقي، وخاصة نظرة إنسانية إلى العالم. إنها محاولة لا لتنظيم الحكمة بل لتحويل المجتمع، وتقوم على إيمان لا ينضب بخير الطبيعة البشرية. تأثر غاندي بشدة بالأفكار السلمية للروائي الروسي ليو تولستوي. في عام 1908، كتب تولستوي خطابًا «إلي هندوسي»، قال فيه إنه فقط باستخدام الحب كسلاح من خلال المقاومة السلبية، يمكن للشعب الهندي الإطاحة بالحكم الاستعماري. في عام 1909، بدأ غاندي وتولستوي مراسلات بشأن التطبيقات العملية واللاهوتية للاعنف. رأى غاندي نفسه تلميذاً لتولستوي، لأنه وافق على معارضة سلطة الدولة والاستعمار؛ فكلاهما يكره العنف ويكرز بعدم المقاومة. ومع ذلك، اختلفوا بشدة على الاستراتيجية السياسية. دعا غاندي للمشاركة السياسية؛ كان قوميا وكان على استعداد لاستخدام القوة اللاعنفية. وكان أيضا على استعداد لتقديم تنازلات.
كان غاندي أول من طبق مبدأ اللاعنف على نطاق واسع. إن مفهوم اللاعنف (ahimsa) وعدم المقاومة له تاريخ طويل في الفكر الديني الهندي، وكان له الكثير من الإحياء في السياقات الهندوسية والبوذية واليان واليهودية والمسيحية. يشرح غاندي فلسفته وطريقة حياته في سيرته الذاتية «قصة تجربتي مع الحقيقة». ونقلت بعض تصريحاته الأخرى على نطاق واسع، مثل «هناك العديد من الأسباب التي أنا مستعد للموت من أجلها ولكن لا توجد أسباب أنا مستعد للقتل من أجلها.»
أدرك غاندي لاحقًا أن هذا المستوى من اللاعنف يتطلب إيمانًا وشجاعةً لا يصدقان، وهو ما اعتقد أن الجميع لا يمتلكه. لذلك نصح بأنه لا يجب على الجميع الالتزام باللاعنف، خاصة إذا تم استخدامه كغطاء للجبن، قائلاً: «في حالة وجود خيار بين الجبن والعنف فقط، أنصح بالعنف».
تعرض غاندي لانتقادات سياسية بسبب انتقاده لأولئك الذين حاولوا تحقيق الاستقلال من خلال وسائل أكثر عنفًا. أجاب غاندي: «كان هناك وقت استمع فيه الناس إلىَّ لأنني أوضحت لهم كيف يخوضون القتال ضد البريطانيين بدون أسلحة عندما لا يملكون أسلحة [...] لكن اليوم قيل لي إن اللاعنف يمكن أن يكون بلا فائدة، وبالتالي، يجب على الناس تسليح أنفسهم للدفاع عن النفس».
تعرضت وجهات نظر غاندي لانتقادات شديدة في بريطانيا عندما تعرضت لهجوم من ألمانيا النازية. قال للشعب البريطاني في عام 1940، «أود منك أن تضع السلاح الذي لديك بدون فائدة لإنقاذك أو لانقاذ البشرية. ستدعو هتلر وموسوليني لأخذ ما يريدونه من البلدان التي تسميها بممتلكاتك.. . إذا اختار هؤلاء السادة احتلال منازلكم، فستخلونها. إذا لم يمنحوكم حرية الحركة، فستسمحون لأنفسكم رجالا ونساءً وأطفالا أن تُذبحوا، لكنكم سترفضون أن تدينوا بالولاء لهم.»

### تحدي الحرب العالمية الأولى

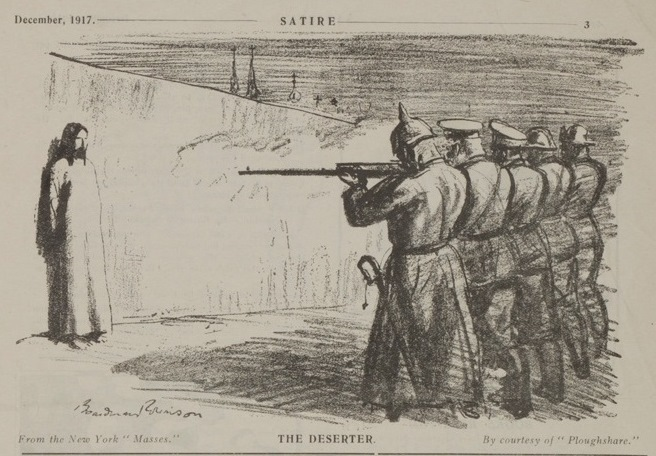
The Deserter (1916) بقلم بوردمان روبنسون.

على الرغم من أن بداية الحرب العالمية الأولى استقبلت عمومًا بالوطنية المتحمسة في جميع أنحاء أوروبا، إلا أن مجموعات السلام كانت لا تزال نشطة في إدانة الحرب. كان العديد من الجماعات والحركات الاشتراكية معادية للقوات المسلحة، بحجة أن الحرب بطبيعتها كانت نوعًا من الإكراه الحكومي للطبقة العاملة لصالح النخب الرأسمالية.

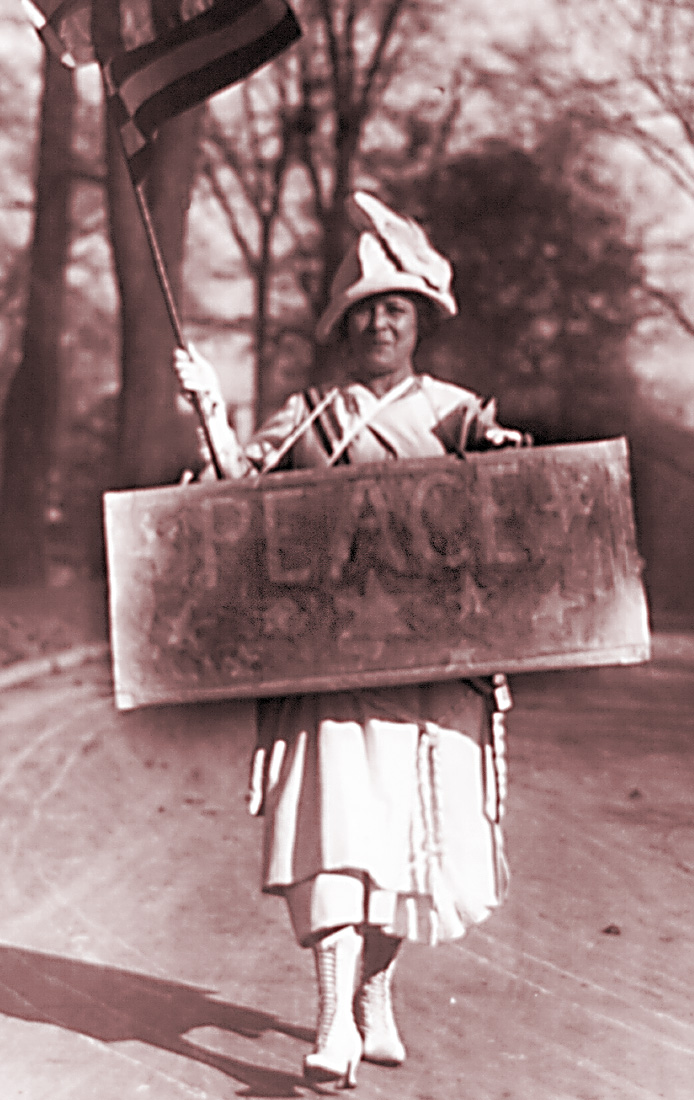
متظاهرة سلام في الحرب العالمية الأولى.

في عام 1915، تم تشكيل جمعية عصبة الأمم من قبل القادة الليبراليين البريطانيين لتشجيع منظمة دولية قوية يمكنها فرض الحل السلمي للنزاعات. في وقت لاحق من ذلك العام تم إنشاء رابطة لفرض السلام في أمريكا لتعزيز أهداف مماثلة. في 28 سبتمبر 1914، نشر هاميلتون هولت مقالا افتتاحيا في المجلة الأسبوعية في مدينته نيويورك Independent بعنوان «الطريق إلى نزع السلاح: اقتراح عملي». ودعا إلى منظمة دولية للاتفاق على التحكيم في المنازعات وضمان السلامة الإقليمية لأعضائها من خلال الحفاظ على قوات عسكرية تكفي لهزيمة أي شخص غير عضو. وأدت النقاشات التي تلت ذلك بين كبار الشخصيات الدولية لتعديل «خطة هولت» لمواءمتها بشكل أوثق مع المقترحات المقدمة في بريطانيا العظمى من قبل فيسكونت جيمس برايس، السفير السابق من المملكة المتحدة إلى الولايات المتحدة. هذه المبادرات وغيرها كانت محورية في تغيير المواقف التي أوجدت عصبة الأمم بعد الحرب.
كان حزب السلام للمرأة (الذي تم تنظيمه في عام 1915 بقيادة المصلح الشهير جين أدامز) من ضمن المجموعات العديدة التي احتجت على الحرب، إلى جانب كنائس السلام التقليدية، وكذلك اللجنة الدولية للنساء من أجل السلام الدائم (International Committee of Women for Permanent Peace ICWPP) (نظمت أيضًا في عام 1915)، والاتحاد الأمريكي ضد العسكرة، زمالة المصالحة، ولجنة خدمة الأصدقاء الأمريكية. كانت جانيت رانكين، أول امرأة تُنتخب للكونجرس، مدافعة عنيفة أخرى عن السلام، والشخص الوحيد الذي صوت بـ «لا» لدخول أمريكا إلى الحربين العالميتين.

### فترة ما بين الحربين
تسببت الخسائر الفادحة في الأرواح أثناء الحرب، لما أصبح يُعتبر أسبابًا غير مجدية، في حدوث تغيير جذري في المواقف العامة تجاه العسكرة. من بين المنظمات التي تم تشكيلها في هذه الفترة، War Resisters' International  والرابطة النسائية الدولية من أجل السلام والحرية، وحركة «لا مزيد من الحرب» واتحاد تعهدات السلام (PPU). عقدت عصبة الأمم أيضًا العديد من مؤتمرات نزع السلاح في فترة ما بين الحربين مثل مؤتمر جنيف.

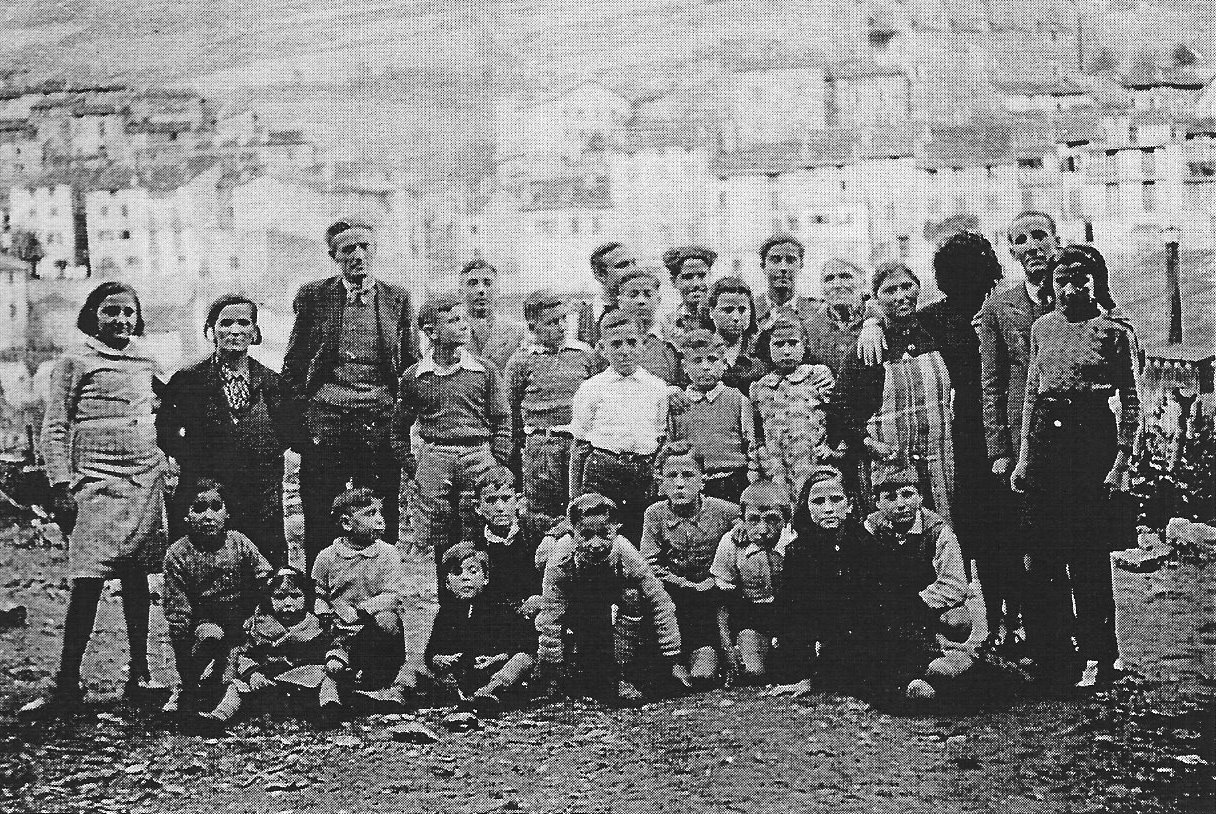
اللاجئون من الحرب الأهلية الإسبانية في ملجأ الأطفال الدولي للأطفال في جبال البرانس الفرنسية.

كانت النزعة السلمية ونبذ الحرب مشاعر شائعة في بريطانيا في العشرينات. تم نشر مجموعة من الروايات والقصائد حول موضوع عدم جدوى الحرب وذبح الشباب من قبل الحمقى الكبار، بما في ذلك، وفاة بطل بقلم ريتشارد ألدينجتون، وقام إريتش ريمارك بترجمة "كل الهدوء على الجبهة الغربية" وبيفرلي نيكولز، و"فضح بكاء الخراب". دار نقاش في جامعة أكسفورد في عام 1933 حول موضوع "هل يجب على المرء أن يقاتل من أجل المَلِك والبلد". أسس ديك شيبارد اتحاد تعهدات السلام في عام 1934 لنبذ الحرب والعدوان. كانت فكرة الأمن الجماعي شائعة أيضًا؛ بدلاً من التهدئة الصريحة، أبدى الجمهور عمومًا تصميمًا على التصدي للعدوان، لكن يفضل استخدام العقوبات الاقتصادية والمفاوضات متعددة الأطراف.
أثبتت الحرب الأهلية الإسبانية اختبارًا رئيسيًا للسلم الدولي، وعمل المنظمات السلميّة (مثل منظمة المقاومة الدولية للحرب وزمالة المصالحة) والأفراد (مثل خوسيه بروكا وأمبارو بوتش). بعد فترة وجيزة من انتهاء الحرب، واصلت سيمون ويل، على الرغم من التطوع للخدمة في الجانب الجمهوري، نشر «الإلياذة أو قصيدة القوة»، وهو عمل تم وصفه بأنه بيان سلمي. رداً على تهديد الفاشية، ابتكر بعض المفكرين السلميين، مثل ريتشارد ب. جريج، خططًا لحملة للمقاومة اللاعنفية في حالة حدوث غزو أو سيطرة فاشية.

### الحرب العالمية الثانية
مع بداية الحرب العالمية الثانية، انخفض الشعور السلمي والمعاد للحرب في الدول المتأثرة بالحرب. حتى حركة السلام الأمريكية التي يسيطر عليها الشيوعيون عكست نشاطها المناهض للحرب عندما غزت ألمانيا الاتحاد السوفيتي في عام 1941. بعد الهجوم الياباني على بيرل هاربور، تراجعت الجماعات الانفصالية السائدة مثل اللجنة الأمريكية الأولى، لكن العديد من الجماعات الدينية والاشتراكية الأصغر استمرت في معارضتها للحرب. زعم برتراند راسل بأن ضرورة هزيمة أدولف هتلر والنازيين كان ظرفًا فريدًا حيث لم تكن الحرب أسوأ الشرور المحتملة؛ ودعا موقفه السلمي النسبي (relative pacifism). تهكم هربرت جورج ويلز، بعد الهدنة التي أنهت الحرب العالمية الأولى بأن البريطانيين عانوا من الحرب أكثر مما كانوا سيعانون من الخضوع لألمانيا، لكنه في عام 1941 دعا لشن هجوم بريطاني واسع النطاق على القارة الأوروبية لمكافحة هتلر والنازية. بالمثل كتب ألبرت أينشتاين: «أنا أكره كل الجيوش وأي نوع من أنواع العنف، لكنني مقتنع تمامًا أن هذه الأسلحة البغيضة في الوقت الحالي توفر الحماية الفعالة الوحيدة».
تم التعامل مع السلميين في الرايخ الثالث بقسوة. كان المسجونان الألماني كارل فون أوسيتزكي، والسلمي النرويجي الناشط خلال الاحتلال النازي، أولاف كولمان، قد سُجنوا في معسكرات الاعتقال وتوفوا نتيجة لمعاملة سيئة هناك. أُعدم المزارع النمساوي فرانز ياجرستاتر في عام 1943 لرفضه العمل في فيرماخت.
كان هناك معترضون ضميريًا ومقاومون لضريبة الحرب في كل من الحرب العالمية الأولى والحرب العالمية الثانية. سمحت حكومة الولايات المتحدة للمعارضين المخلصين بالخدمة في أدوار عسكرية غير قتالية. ومع ذلك، فإن هؤلاء المساعدين الذين رفضوا أي تعاون مع المجهود الحربي قضوا معظم الوقت في كل حرب في السجون الفيدرالية. خلال الحرب العالمية الثانية، حث زعماء السلام مثل دوروثي داي وعمون هينيسي من حركة العمال الكاثوليك الشباب الأميركيين على عدم الالتحاق بالخدمة العسكرية.
منذ الحرب العالمية الثانية، أصبحت حركة السلام واسعة الانتشار في جميع أنحاء العالم، وأصبحت عقائدها الراديكالية السابقة جزءًا من الخطاب السياسي السائد.

### حركة مناهضة للأسلحة النووية

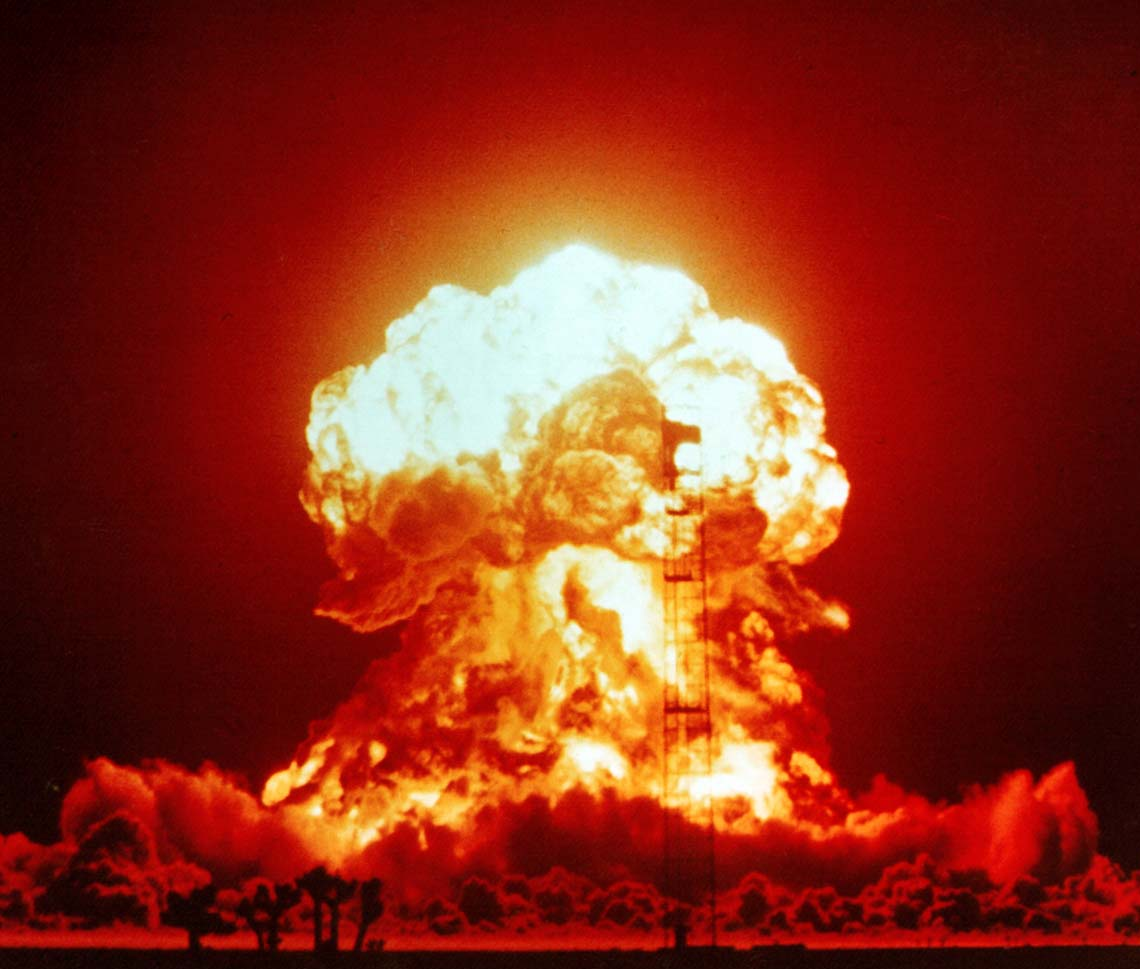
كرة نارية نووية تضيء ليلاً في تجربة أسلحة نووية أمريكية.

ظهرت حركات السلام في اليابان، وفي عام 1954 تقاربت لتشكيل "مجلس ياباني ضد القنابل الذرية والهيدروجينية". كانت المعارضة اليابانية لاختبارات الأسلحة النووية في المحيط الهادئ واسعة الانتشار، وتم جمع حوالي 35 مليون توقيع على عرائض تطالب بحظر الأسلحة النووية".
في المملكة المتحدة، عقدت حملة نزع السلاح النووي جلسة علنية افتتاحية في القاعة المركزية، وستمنستر، في 17 فبراير 1958، حضرها خمسة آلاف شخص. بعد الاجتماع غادر بضع مئات للتظاهر في داونينج ستريت.
كانت سياسات CND المعلنة هي التخلي غير المشروط عن استخدام الأسلحة النووية أو إنتاجها أو الاعتماد عليها من قبل بريطانيا وإبرام اتفاقية عامة لنزع السلاح. في غضون ذلك، يتعين على بريطانيا وقف رحلة الطائرات المسلحة بالأسلحة النووية، ووضع حد للتجارب النووية، وعدم المضي في قواعد الصواريخ وعدم تقديم أسلحة نووية إلى أي دولة أخرى.
تم تنظيم أول مسيرة ألديرماستون من قبل CND وتم تنظيمها في عيد الفصح عام 1958، عندما قام عدة آلاف من الأشخاص بمسيرة لمدة أربعة أيام من ميدان الطرف الأغر، في لندن، إلى مؤسسة أبحاث الأسلحة الذرية بالقرب من الدرمستون في بيركشاير، إنجلترا، لإظهار معارضتهم للأسلحة النووية الأسلحة. استمرت مسيرات ألديرماستون في أواخر الستينيات عندما شارك عشرات الآلاف في المسيرات التي استمرت أربعة أيام. استحوذ تشكيل CND على خوف شعبي واسع النطاق ومعارضة للأسلحة النووية بعد تطوير أول قنبلة هيدروجينية، وفي أواخر الخمسينيات وأوائل الستينيات من القرن الماضي، اجتذبت المسيرات المناهضة للأسلحة النووية أتباعاً كبيراً، لا سيما في مسيرة ألدرماستون السنوية في عيد الفصح.
أدت المعارضة الشعبية للأسلحة النووية لإصدار قرار من حزب العمال بشأن نزع السلاح النووي من جانب واحد في مؤتمر الحزب لعام 1960، لكن تم إبطاله في العام التالي ولم يظهر في جداول الأعمال اللاحقة. خيبت هذه التجربة أمل العديد من المتظاهرين المناهضين للأسلحة النووية مع حزب العمال، الذين وضعوا آمالهم فيه من قبل. في وقت لاحق، كان هناك تياراً قوياً مناهضاً للبرلمان في حركة السلام البريطانية، وقد قيل أنه خلال الستينيات أصبحت الأناركية مؤثرة مثل الاشتراكية.
بعد عامين من تشكيل CND استقال رئيسها بيرتراند راسل لتشكيل لجنة 100، والتي كانت ستقوم بالعصيان المدني في شكل مظاهرات اعتصامية في وسط لندن وفي قواعد نووية حول المملكة المتحدة. وقال راسيل إن هذه كانت ضرورية لأن الصحافة قد أصبحت غير مبالية تجاه CND ولأن العمل المباشر واسع النطاق قد يجبر الحكومة على تغيير سياستها. قام مائة شخص بارز، كثير منهم في مجال الفنون، بوضع أسمائهم في المنظمة. كانت أعداد كبيرة جدًا من المتظاهرين ضرورية لهذه الاستراتيجية، لكن عنف الشرطة، واعتقال المتظاهرين وسجنهم، والاعتقالات الوقائية بتهمة التآمر جعل الدعم يتضاءل بسرعة. على الرغم من أن العديد من الشخصيات البارزة شاركوا في المظاهرات الاعتصامية (بما في ذلك راسيل، التي انتشر خبر سجنه وهو في سن 89 على نطاق واسع)، فإن العديد من الموقعين الـ 100 كانوا غير نشطين.
نظرًا لأن لجنة 100 لديها هيكل غير هرمي وليس لها عضوية رسمية، فقد نشأت العديد من المجموعات المحلية تطلق على نفسها اسم «لجنة 100». وقد ساعد ذلك على نشر العصيان المدني، لكنه أحدث ارتباكًا في السياسة، ومع الوقت شاركت لجنة من 100 مجموعة في أعمال تتعلق بالعديد من القضايا الاجتماعية التي لا تتعلق مباشرة بالحرب والسلام.

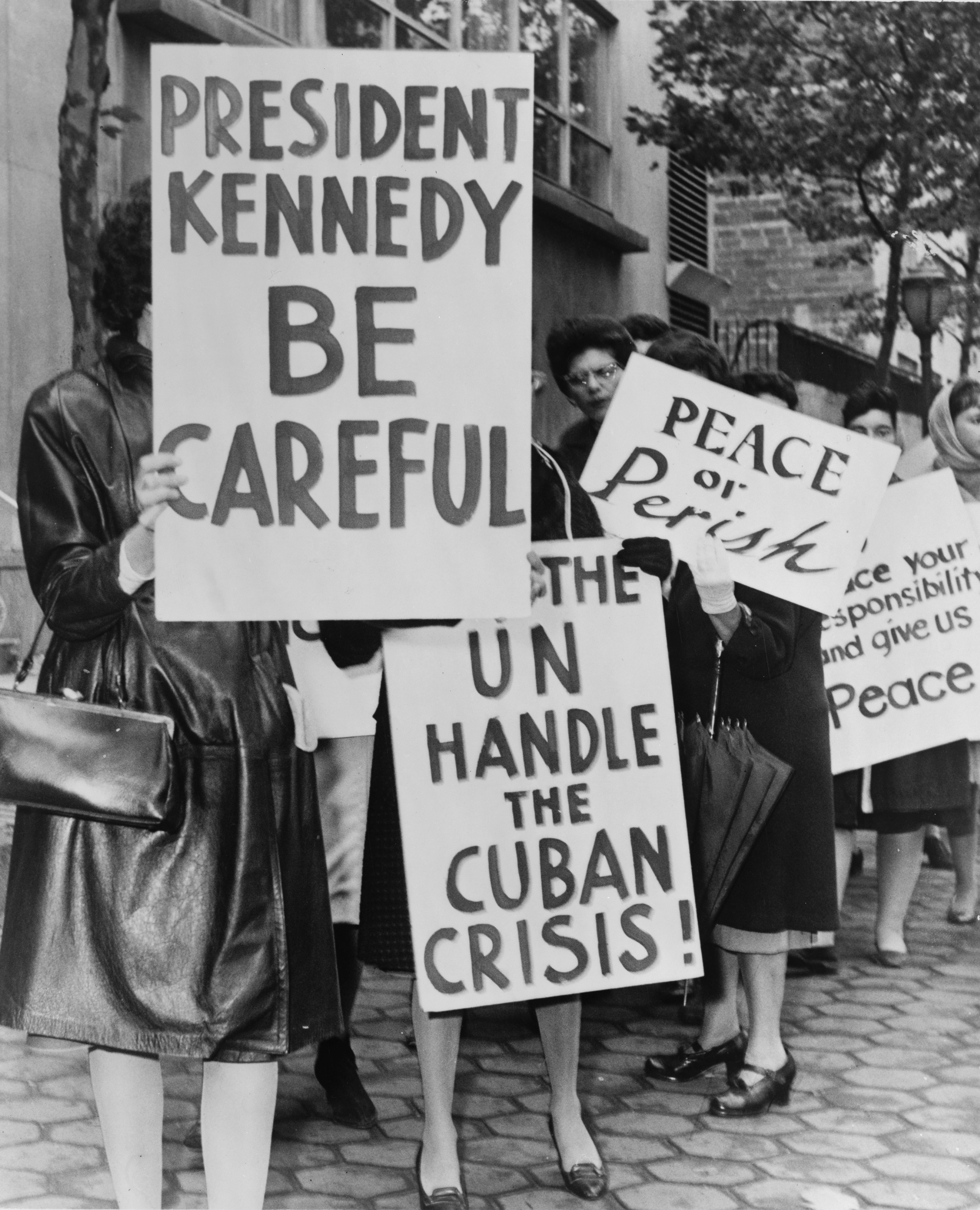
النساء يضربون من أجل السلام أثناء أزمة الصواريخ الكوبية

في الولايات المتحدة، في عام 1961، في أوج الحرب الباردة، تظاهرت حوالي 50 ألف امرأة تجمعهن منظمة «ضربة النساء من أجل السلام» في 60 مدينة في الولايات المتحدة للتظاهر ضد الأسلحة النووية. كان هذا أكبر احتجاج سلمي على المستوى القومي للمرأة في القرن العشرين.
في عام 1958، قدم لينوس بولينج وزوجته إلى الأمم المتحدة الالتماس الذي وقعه أكثر من 11000 عالِم يطالب بإنهاء تجارب الأسلحة النووية. أظهر «مسح أسنان الأطفال» الذي ترأسته الدكتورة لويز ريس، بشكل قاطع في عام 1961 أن التجارب النووية فوق الأرض تشكل مخاطر كبيرة على الصحة العامة في شكل تداعيات إشعاعية تنتشر بشكل أساسي عبر اللبن من الأبقار التي تناولت العشب الملوث. أدى الضغط العام ونتائج البحوث في وقت لاحق إلى وقف تجارب الأسلحة النووية فوق الأرض، تليها معاهدة الحظر الجزئي للتجارب النووية، الموقعة في عام 1963 من قبل جون كينيدي ونيكيتا خروشوف وهارولد ماكميلان. في اليوم الذي دخلت فيه المعاهدة حيز التنفيذ، نالت بولينج جائزة نوبل للسلام، ووصفته اللجنة بأنه: «لينوس كارل بولينج، الذي قام منذ عام 1946 بحملة دون توقف، ليس فقط ضد تجارب الأسلحة النووية، وليس فقط ضد انتشار الأسلحة النووية، ليس فقط ضد استخدامها، ولكن ضد كل الحرب كوسيلة لحل النزاعات الدولية». بدأ بولينج الرابطة الدولية للإنسانيين عام 1974. وكان رئيس المجلس الاستشاري العلمي للاتحاد العالمي لحماية الحياة وأيضًا أحد الموقعين على بيان دوبروفنيك - فيلادلفيا.
في 12 يونيو 1982، تظاهر مليون شخص في سنترال بارك في مدينة نيويورك ضد الأسلحة النووية ولإنهاء سباق التسلح في الحرب الباردة. كان أكبر احتجاج ضد الأسلحة النووية وأكبر مظاهرة سياسية في التاريخ الأمريكي. تم تنظيم احتجاجات اليوم الدولي لنزع السلاح النووي في 20 يونيو 1983 في 50 موقعًا في جميع أنحاء الولايات المتحدة. في عام 1986، سار مئات الأشخاص من لوس أنجلوس إلى واشنطن في مسيرة السلام الكبرى من أجل نزع السلاح النووي العالمي. كان هناك العديد من الاحتجاجات ضد تجارب صحراء نيفادا وقاموا بعمل معسكرات السلام في موقع اختبار نيفادا خلال الثمانينيات والتسعينيات.
في الأول من أيار (مايو) 2005، سار 40 ألف متظاهر مناهض للحرب النووية ومناهضين للحرب أمام الأمم المتحدة في نيويورك، بعد 60 عامًا من التفجيرين الذريين لهيروشيما وناجازاكي. كان هذا أكبر تجمع ضد الأسلحة النووية في الولايات المتحدة منذ عدة عقود. في بريطانيا، كان هناك الكثير من الاحتجاجات حول اقتراح الحكومة استبدال نظام أسلحة ترايدنت المتقادم بنموذج جديد. وكان أكبر احتجاج قد ضم 100,000 مشارك، ووفقا لاستطلاعات الرأي، عارض 59 في المئة من الجمهور هذه الخطوة.
عُقد المؤتمر الدولي لنزع السلاح النووي في أوسلو في فبراير 2008، ونظمته حكومة النرويج ومبادرة التهديد النووي ومعهد هوفر. كان المؤتمر بعنوان «تحقيق رؤية عالم خالٍ من الأسلحة النووية» وكان الغرض منه بناء توافق في الآراء بين الدول الحائزة للأسلحة النووية والدول غير الحائزة للأسلحة النووية فيما يتعلق بمعاهدة عدم انتشار الأسلحة النووية.
في أيار / مايو 2010، تظاهر نحو 25000 شخص، من بينهم أعضاء في منظمات السلام وقرابة الألفين (1945) من الناجين من القنابل الذرية، لمسافة حوالي كيلومترين من وسط مدينة نيويورك إلى مقر الأمم المتحدة، مطالبين بالقضاء على الأسلحة النووية.

### احتجاجات حرب فيتنام

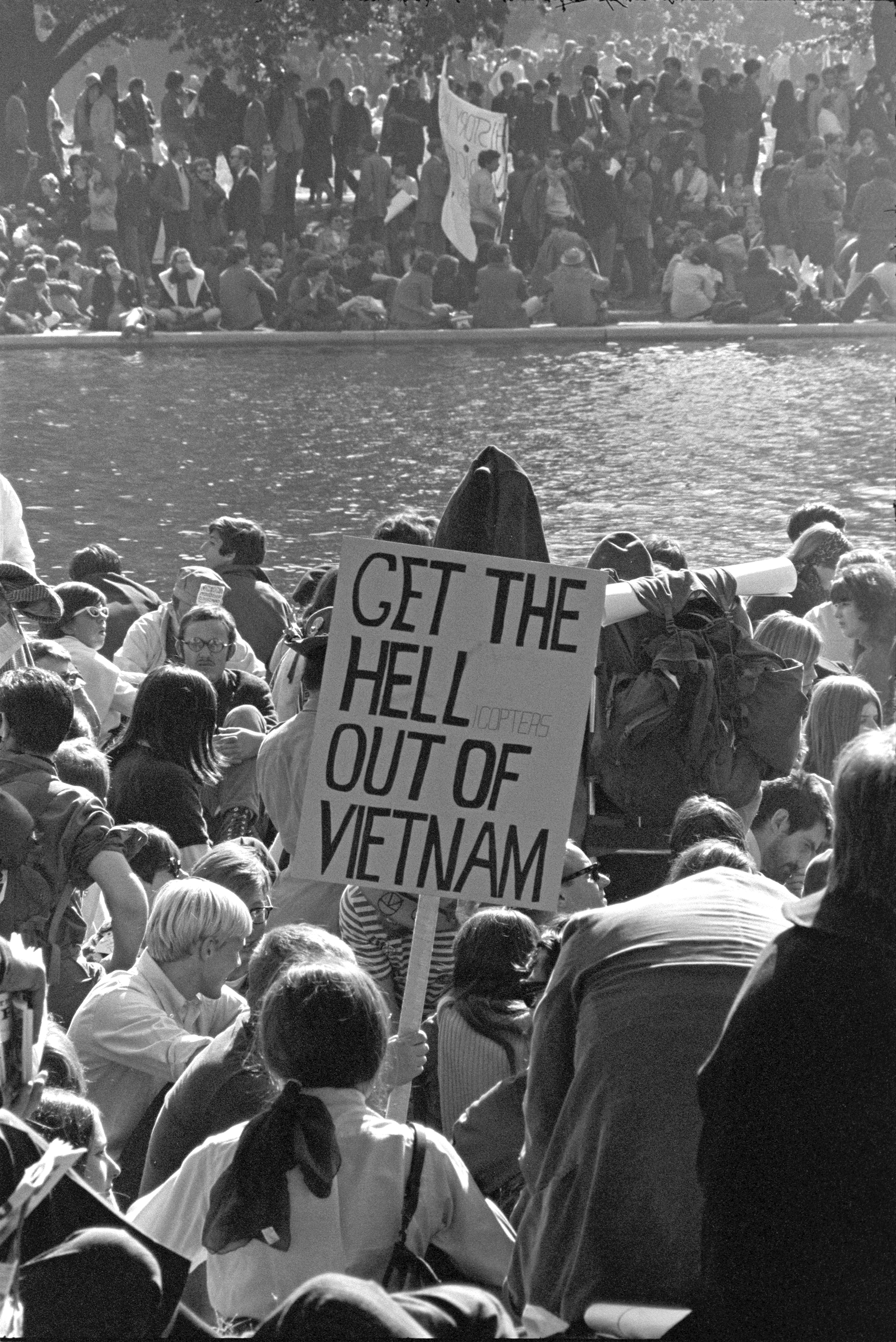
الاحتجاجات ضد حرب فيتنام في واشنطن العاصمة، في 21 أكتوبر 1967

بدأت حركة السلام في الستينيات في الولايات المتحدة في معارضة تورط الولايات المتحدة في حرب فيتنام. دعا بعض المدافعين داخل هذه الحركة إلى الانسحاب الأحادي للقوات الأمريكية من جنوب فيتنام.
قاد سام مارسي الاحتجاج الأمريكي الأول ضد فيتنام في عام 1962، وهو مؤسس حزب العمال العالمي، وكانت مظاهرة أشار هوشي منه إلى أهميتها في مقابلة نشرت في صحيفة الجارديان الوطنية.
تميل معارضة حرب فيتنام إلى توحيد الجماعات المعارضة للشيوعية الأمريكية والإمبريالية والاستعمار، وكذلك اليسار الجديد، والرأسمالية نفسها، مثل الحركة العمالية الكاثوليكية. عارض آخرون، مثل ستيفن سبيرو، الحرب القائمة على نظرية الحرب العادلة.
في عام 1965 بدأت الحركة تكتسب شهرة وطنية. تحولت الإجراءات الاستفزازية التي قامت بها الشرطة والمتظاهرون إلى مظاهرات مناهضة للحرب في شيكاغو في المؤتمر الوطني الديمقراطي لعام 1968 إلى أعمال شغب. جلبت الأنباء المتفجرة عن الانتهاكات العسكرية الأمريكية، مثل مذبحة ماي لاي عام 1968، انتباهًا ودعمًا جديدين للحركة المناهضة للحرب، مما جعلها في أوجها. استمرت الحركة في الازدهار على امتداد فترة الصراع.
تحولت المعارضة البارزة لحرب فيتنام إلى احتجاجات في الشوارع في محاولة لتحويل الرأي السياسي الأمريكي ضد الحرب. اكتسبت الاحتجاجات زخماً من حركة الحقوق المدنية التي نظمت لمعارضة قوانين الفصل العنصري، والتي وضعت أساسًا للنظرية والبنية التحتية التي نمت عليها الحركة المناهضة للحرب. تأججت الاحتجاجات من خلال شبكة متنامية من الصحف المنشورة بشكل مستقل (والمعروفة باسم «الصحف السرية») وظهور مهرجانات «روك أند رول» كبيرة في الوقت المناسب مثل معارض وودستوك وجريمت ديد، واجتذاب الشباب بحثًا عن تكاتف الأجيال. تقدمت الحركة من الحرم الجامعي إلى ضواحي الطبقة الوسطى والمؤسسات الحكومية والنقابات العمالية.

## حركات السلام حسب البلد

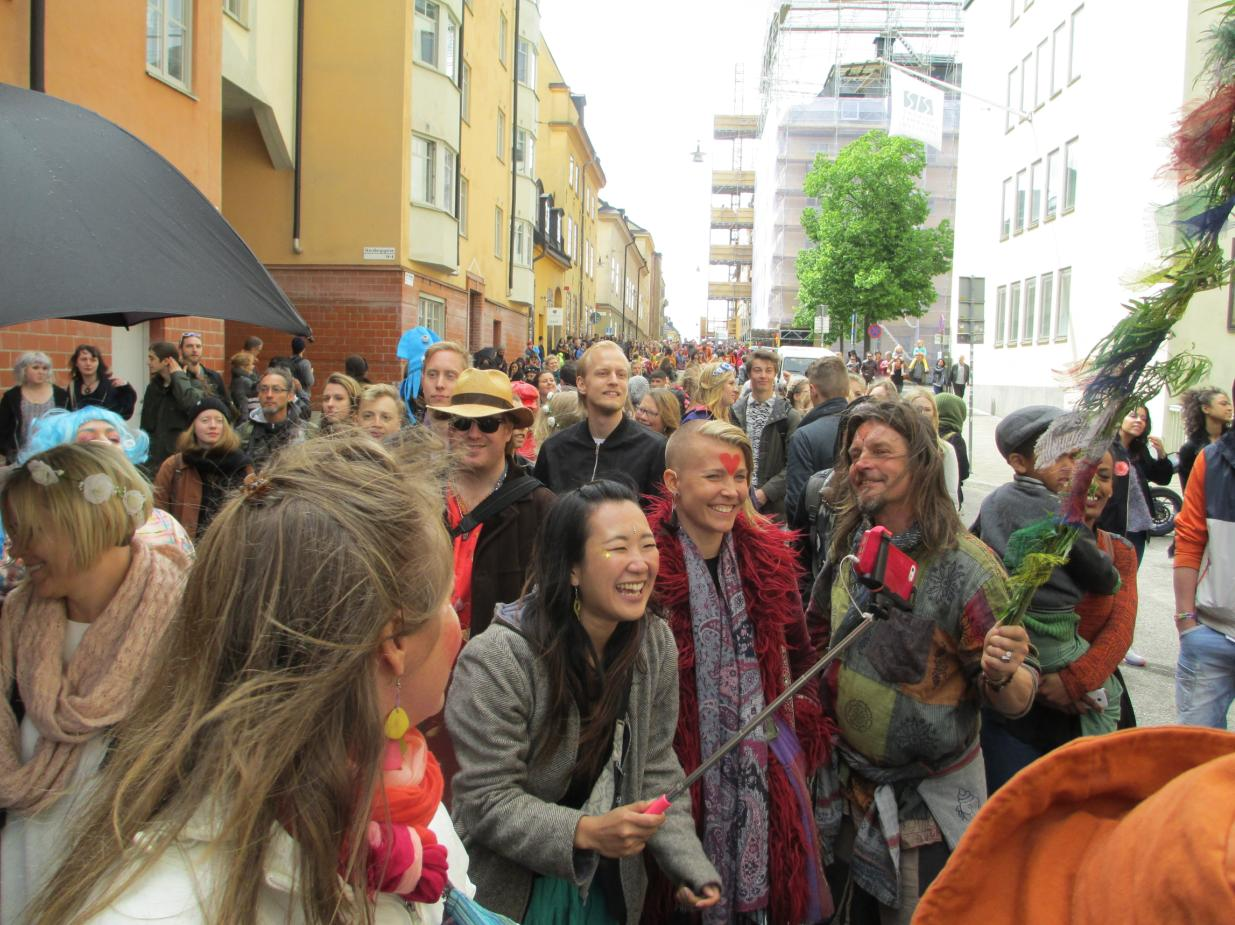
السويد: تجمع رالي السلام والحب في ستوكهولم عبر الجانب الجنوبي من المدينة المئات من المسيرات والاحتفالات في مايو 2015

### كندا
كانت أغنيس ماكفيل، وهي داعية سلام كندية، أول امرأة تُنتخب لعضوية مجلس العموم في كندا. اعترضت ماكفيل على الكلية العسكرية الملكية في كندا في عام 1931 لأسباب سلمية. كانت ماكفيل أول مندوبة كندية في عصبة الأمم، حيث عملت مع اللجنة العالمية لنزع السلاح. رغم أنها داعية للسلام، فقد صوتت لصالح كندا لدخول الحرب العالمية الثانية.
كان مؤتمر السلام الكندي (1949–1990) منظمًا رئيسيًا في حركة السلام لسنوات عديدة، خاصة عندما كان تحت قيادة جيمس غاريث إنديكوت الذي كان رئيسًا له حتى عام 1971.
تمتلك كندا حاليًا حركات سلام متنوعة، تضم تحالفات وشبكات في العديد من المدن والبلدات والمناطق. أكبر تحالف شامل عبر البلاد هو تحالف السلام الكندي، الذي يضم 140 عضوًا وائتلافات كبيرة قائمة على المدن، ومجموعات شعبية صغيرة، ونقابات وطنية ومحلية، وجماعات دينية، وبيئية، وطلابية، تضم عضوية مشتركة أكثر من 4 ملايين كندي. كان تحالف السلام الكندي صوتًا بارزًا، إلى جانب مجموعاته الأعضاء التي تعارض «الحرب على الإرهاب». على وجه الخصوص، يعارض اتفاق السلام الشامل مشاركة كندا في الحرب في أفغانستان والتواطؤ الكندي فيما تعتبره سياسة خارجية أمريكية مضللة ومدمرة.
كانت كندا أيضًا موطنًا لحركة متنامية من التضامن الفلسطيني، تميزت بعدد متزايد من الجماعات اليهودية القاعدية المعارضة لسياسات إسرائيل، وفي العديد من الحالات تشبهها بالفصل العنصري وجرائم الحرب والتطهير العرقي.

### ألمانيا
خلال الحرب الباردة (1947-1989)، ركزت حركة السلام الألمانية الغربية على إلغاء التكنولوجيا النووية، وخاصة الأسلحة، من ألمانيا الغربية وأوروبا. معظم النشطاء هاجموا الولايات المتحدة والاتحاد السوفيتي بشدة. وحذر النقاد المحافظون مرارًا وتكرارًا من أن عملاء الشرطة السرية الألمانية الشرقية، ستاسي، قد تسللوا إليها.
بعد عام 1989، تبنت الأحزاب الخضراء قضية السلام في جميع أنحاء أوروبا. كانت تمارس في بعض الأحيان تأثيراً كبيراً على السياسة، على سبيل المثال، كما حدث خلال عام 2002 عندما أثر الخضر الألمانيون على المستشار الألماني جيرهارد شرودر لمعارضة التورط في العراق. كان الخضر يسيطرون على وزارة الخارجية الألمانية في عهد يوشكا فيشر (سياسي أخضر وأكثره شعبية في ألمانيا في ذلك الوقت). سعى فيشر للحد من تورط ألمانيا في ما يسمى الحرب على الإرهاب؛ انضم فيشر إلى الرئيس الفرنسي جاك شيراك الذي كانت معارضته في مجلس الأمن الدولي حاسمة في الحد من دعم الخطة الأمريكية لغزو العراق.

### إسرائيل
الصراع الإسرائيلي - الفلسطيني والنزاع العربي الإسرائيلي موجودان منذ نشأة الصهيونية، وخاصة منذ إعلان دولة إسرائيل عام 1948، وحرب يونيو عام 1967. حركة السلام الرئيسية في إسرائيل هي حركة السلام الآن (شالوم أخشاف)، حيث يميل مؤيدوها إلى التصويت لصالح حزب العمل أو ميرتس. [بحاجة لمصدر]
تأسست حركة السلام الآن في أعقاب الزيارة التاريخية التي قام بها الرئيس المصري أنور السادات إلى القدس، عندما شعر الكثير من الناس بأن فرصة السلام قد تضيع. أقر رئيس الوزراء بيغن أن تجمع «السلام الآن» في تل أبيب عشية مغادرته لحضور قمة كامب ديفيد مع الرئيسين السادات وكارتر - جذبت حشدًا من 100000، أكبر تجمع للسلام في إسرائيل حتى ذلك الحين - كان له دور في قراره الانسحاب من سيناء وتفكيك المستوطنات الإسرائيلية هناك. ساندت حركة السلام الآن بيغن لبعض الوقت، وأشادت به كصانع سلام، لكنها انقلب عليه عندما كان الانسحاب من سيناء مصحوبًا بحملة متسارعة من مصادرة الأراضي وبناء المستوطنات في الضفة الغربية.
تدعو حركة «السلام الآن» إلى سلام تفاوضي مع الفلسطينيين. في الأصل تمت صياغة هذه العبارة بطريقة غامضة، دون تعريف من هم «الفلسطينيون» ومن يمثلهم. كانت حركة السلام الآن متأخرةً للغاية في الانضمام إلى الحوار مع منظمة التحرير الفلسطينية، الذي بدأته مجموعات مثل المجلس الإسرائيلي للسلام الإسرائيلي-الفلسطيني وحزب هداش الشيوعي. في عام 1988 فقط، قبلت حركة «السلام الآن» أن منظمة التحرير الفلسطينية هي الهيئة التي يعتبرها الفلسطينيون أنفسهم ممثلة لهم.
خلال الانتفاضة الأولى، نظمت حركة السلام الآن العديد من الاحتجاجات والتجمعات للاحتجاج على الجيش الإسرائيلي والدعوة إلى الانسحاب عن طريق التفاوض من الأراضي الفلسطينية. في ذلك الوقت، استهدفت حركة السلام الآن بقوة وزير الدفاع إسحاق رابين لأنه أمر بـ «كسر عظام رماة الحجارة الفلسطينيين». ومع ذلك، بعد أن أصبح رابين رئيسًا للوزراء، ووقع اتفاقية أوسلو وصافح ياسر عرفات في حديقة البيت الأبيض، دعمته السلام الآن بقوة وحشد الدعم الشعبي له. كان للسلام الآن دوراً رئيسياً في مسيرة 4 نوفمبر 1995 التي اغتيل رابين بعدها.
ومنذ ذلك الحين، أصبحت المسيرات التذكارية السنوية لرابين، التي تُعقد كل عام في بداية نوفمبر، الحدث الرئيسي لحركة السلام الإسرائيلية. على الرغم من أن منظمة السلام الآن تنظم رسمياً من قبل مؤسسة رابين للأسرة، إلا أن وجودها في هذه التجمعات السنوية دائمًا ما يكون واضحًا. وحاليا أصبحت «السلام الآن» معروفة بشكل خاص بكفاحها ضد التوسع في البؤر الاستيطانية المتقدمة في الضفة الغربية.
حركة غوش شالوم، أو كتلة السلام الإسرائيلية، هي حركة راديكالية إلى يسار حركة السلام الآن. نشأت غوش شالوم من اللجنة اليهودية العربية لمناهضة عمليات الترحيل، التي احتجت على ترحيل 415 ناشطًا إسلاميًا فلسطينيًا إلى لبنان في ديسمبر عام 1992، وأقامت خيمة احتجاج أمام مكتب رئيس الوزراء في القدس لمدة شهرين - حتى وافقت الحكومة على السماح للمبعدين بالعودة. ثم قرر الأعضاء الاستمرار كحركة سلام عامة مع برنامج يعارض بشدة الاحتلال ويدعو إلى إنشاء دولة فلسطينية مستقلة جنبًا إلى جنب مع إسرائيل في حدود ما قبل عام 1967 («الخط الأخضر») وبمدينة القدس غير مقسمة بمثابة عاصمة لكلا الدولتين.
في حين أن الحركة موجودة تحت اسم «غوش شالوم» فقط منذ عام 1992، إلا أن هذه الحركة هي في الواقع امتداد لمختلف الجماعات والحركات ولجان العمل التي تبنت نفس البرنامج كثيرًا منذ عام 1967، والتي احتلت نفس المساحة على الساحة السياسية. على وجه الخصوص، غوش شالوم هي امتداد للمجلس الإسرائيلي للسلام الإسرائيلي الفلسطيني (ICIPP)، الذي تأسس في عام 1975. من بين مؤسسي ICIPP: مجموعة من المنشقين من المؤسسة الإسرائيلية، من بينهم اللواء متثياهو بيليد، الذي كان عضوًا في هيئة الأركان العامة لجيش الدفاع الإسرائيلي خلال حرب يونيو عام 1967 وبعد طرده من الجيش في عام 1969 تحول بشكل متزايد اتجاه اليسار، والدكتور يعقوب أرنون، خبير اقتصادي شهير ترأس الاتحاد الصهيوني في هولندا قبل مجيئه إلى إسرائيل عام 1948، وكان لعدة سنوات مديرًا عامًا لوزارة المالية الإسرائيلية، وبعد ذلك ترأس مجلس إدارة شركة الكهرباء الإسرائيلية، وأريه إلياف، الذي كان أمينًا عامًا لحزب العمل حتى انفصل عن رئيس الوزراء آنذاك غولدا مائير بشأن مسألة وجود أو عدم وجود الشعب الفلسطيني وحقوقه الوطنية.
لقد أصبح هؤلاء الثلاثة ونحو مائتان شخصًا متشددين وتوصلوا إلى استنتاج مفاده أن «الغطرسة كانت تهديدًا لمستقبل إسرائيل ويجب فتح الحوار مع الفلسطينيين». اجتمعوا مع مجموعة من نشطاء السلام الأصغر سنا الذين كانوا ناشطين ضد الاحتلال الإسرائيلي منذ عام 1967. كان الرابط بين المجموعتين يوري أفنيري، وهو صحفي شهير كان عضواً في الكنيست بين عامي 1965 و1973، على رأس حزبه الراديكالي الذي يتألف من شخص واحد.
كان الإنجاز الرئيسي لـ ICIPP هو فتح الحوار مع منظمة التحرير الفلسطينية (PLO)، بهدف إقناع الإسرائيليين بضرورة التحدث والتوصل إلى اتفاق سلام مع الفلسطينيين، وبالتالي جعل الفلسطينيين يدركون الحاجة إلى التحدث مع إسرائيل والتوصل إليها في نهاية المطاف.
في الوقت الحاضر، يشارك نشطاء غوش شالوم بشكل رئيسي في النضال اليومي في القرى الفلسطينية التي صادرت أراضيهم بواسطة الجدار الفاصل في الضفة الغربية. فتجد نشطاء غوش شالوم إلى جانب نشطاء من حركات إسرائيلية أخرى مثل تعايش والأناركيين ضد الجدار، ينضمون إلى القرويين الفلسطينيين في بلعين في مسيرات احتجاجية أسبوعية احتجاجًا على مصادرة أكثر من نصف أراضي القرية.
على الرغم من أن غوش شالوم حصلت على مكانة بين الإسرائيليين الباحثين عن السلام وكذلك في الولايات المتحدة وأوروبا، إلا أنها تعتبر من قبل الكثير من الإسرائيليين حركة مؤيدة للفلسطينيين.
بعد حرب غزة في عام 2014، أسست مجموعة من النساء الإسرائيليات حركة «نساء مقابل السلام» بهدف التوصل إلى اتفاق سلام سياسي «مقبول ثنائيًا» بين إسرائيل وفلسطين. وعملت الحركة على بناء علاقات مع الفلسطينيين، والتواصل مع النساء والرجال من مختلف الديانات والخلفيات السياسية. تضمنت أنشطة المجموعة إضرابا جماعيا عن الطعام خارج مقر إقامة رئيس الوزراء الإسرائيلي بنيامين نتنياهو ومسيرة احتجاج من شمال إسرائيل إلى القدس. وفي مايو 2017، كان لـ «نساء مقابل السلام» أكثر من 20.000 عضو ومؤيد.

### المملكة المتحدة
منذ عام 1934، كسب «اتحاد تعهدات السلام» العديد من الملتزمين بتعهده، والذي نصه: «إنني أتخلى عن الحرب ولن أؤيد أو أوافق أبدًا على حرب الآخرين». تضاءل دعمها إلى حد كبير مع اندلاع الحرب في عام 1939، لكنه ظل محط السلام في سنوات ما بعد الحرب.
ركزت جهود حركة السلام التي تلت الحرب العالمية الثانية في المملكة المتحدة في البداية على تفكك الإمبراطورية البريطانية ورفض الإمبريالية من قبل الولايات المتحدة والاتحاد السوفيتي. سعت الحركة المناهضة للأسلحة النووية إلى «الانسحاب» من الحرب الباردة ورفضت أفكارًا مثل «الردع النووي المستقل الصغير في بريطانيا» (Britain's Little Independent Nuclear Deterrent) جزئيًا على أساس أنها (BLIND) تتناقض حتى مع MAD.
شنت VSC (حملة التضامن مع فيتنام) بقيادة طارق علي عدة مظاهرات كبيرة وعنيفة ضد حرب فيتنام في 67/68 ولكن أول مظاهرة مناهضة لفيتنام كانت في السفارة الأمريكية في لندن وحدثت في عام 1965. في عام 1976، سعت خطة Lucas بقيادة Mike Cooley إلى تحويل الإنتاج في Lucas Aerospace من الإنتاج الحربي إلى إنتاج مفيد اجتماعيًا.

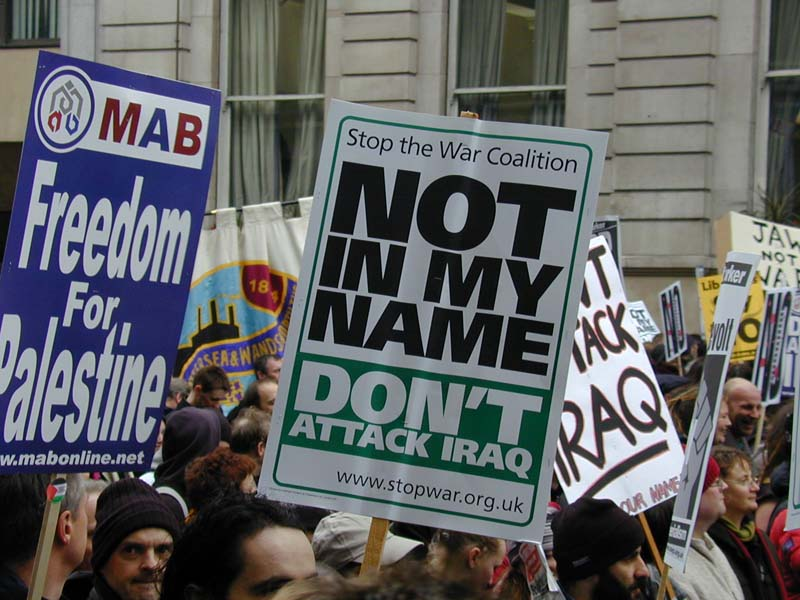
StWC Placard

ارتبطت حركة السلام فيما بعد بحركة معسكر السلام حيث تحرك حزب العمال "أكثر إلى الوسط" برئاسة رئيس الوزراء توني بلير. بحلول أوائل عام 2003، كانت حركة السلام والمناهضة للحرب، والتي تم تجميعها في الغالب تحت لواء تحالف " أوقفوا الحرب"، قوية بما يكفي لإقناع العديد من وزراء بلير بالاستقالة، ومئات نواب حزب العمال للتصويت ضد حكومتهم. استمر اقتراح بلير لدعم خطة الولايات المتحدة لغزو العراق عسكريًا فقط بدعم من حزب المحافظين. كانت الاحتجاجات ضد غزو العراق صاخبة بشكل خاص في بريطانيا. أشأرت استطلاعات الرأي إلى أن الجمهور البريطاني عارض بشدة المشاركة في الحرب في العراق، واحتج أكثر من مليوني شخص في هايد بارك (أكبر مظاهرة سابقة في المملكة المتحدة كان بها حوالي 600000).
استخدمت حركة السلام الصحف «المنبثقة» ومحطات الإذاعة الصغيرة والمسرحيات على مر السنين.
كانت الوظيفة الأساسية للمؤتمر الوطني للسلام (National Peace Congress) هي توفير فرص للتشاور والأنشطة المشتركة بين أعضائه المنتسبين، للمساعدة في إنشاء رأي عام مستنير حول قضايا اليوم وإيصال وجهات نظر القسم الكبير إلى الحكومة اليوم. تم طي المجلس الوطني لنواب الشعب في عام 2000 ليحل محله في عام 2001 شبكة السلام، التي أنشئت لمواصلة دور التواصل مع المجلس الوطني لنواب الشعب.

### الولايات المتحدة الأمريكية
خلال نهاية الحرب الباردة، ركز نشطاء السلام الأمريكيون إلى حد كبير على إبطاء سباق التسلح بين القوى العظمى اعتقادا أن هذا من شأنه أن يقلل من احتمال نشوب حرب نووية بين الولايات المتحدة والاتحاد السوفيتي. مع تسريع إدارة ريجان للإنفاق العسكري وتبني موقف صارم وصعب بالنسبة للروس، سعت مجموعات السلام مثل التجميد النووي وما بعد الحرب إلى تثقيف الجمهور حول ما يعتقدون أنه المخاطرة الكامنة والتكلفة المدمرة لهذه السياسة. كان التواصل مع المواطنين في الاتحاد السوفياتي والاجتماعات الجماهيرية، باستخدام تكنولوجيا الروابط الفضائية الجديدة آنذاك، جزءًا من أنشطة صنع السلام في الثمانينيات. في عام 1981، بدأ توماس أطول وقفة سلام مستمرة في تاريخ الولايات المتحدة. وانضم إليه في وقت لاحق في ميدان لافاييت ناشطان مناهضان للأسلحة النووية هما كونسيبسيون بيكسيوتو وإيلين توماس.
عقب غزو العراق للكويت عام 1990، بدأ الرئيس جورج بوش الأب الاستعدادات لحرب الشرق الأوسط. بدأ نشطاء السلام في عملهم قبل بدء حرب الخليج مباشرة في فبراير 1991، مع تجمعات كبيرة، خاصة على الساحل الغربي. ولكن انتهت الحرب البرية في أقل من أسبوع. وكان انتصار الحلفاء غير المتوازن وموجة المشاعر الوطنية في وسائل الإعلام قد وأدت حركة الاحتجاج قبل أن تتمكن من التطور.
خلال التسعينيات، شملت أولويات صانعي السلام البحث عن حل للمأزق الإسرائيلي الفلسطيني، والجهود المتأخرة في تقديم المساعدات الإنسانية للمناطق التي مزقتها الحرب مثل البوسنة ورواندا والعراق؛ جلب نشطاء السلام الأمريكيون الأدوية إلى العراق في تحد للقانون الأمريكي، وفي بعض الحالات تحملوا غرامات كبيرة والسجن ردا على ذلك. بعض المجموعات الرئيسية المعنية كانت أصوات في برية وزمالة المصالحة.

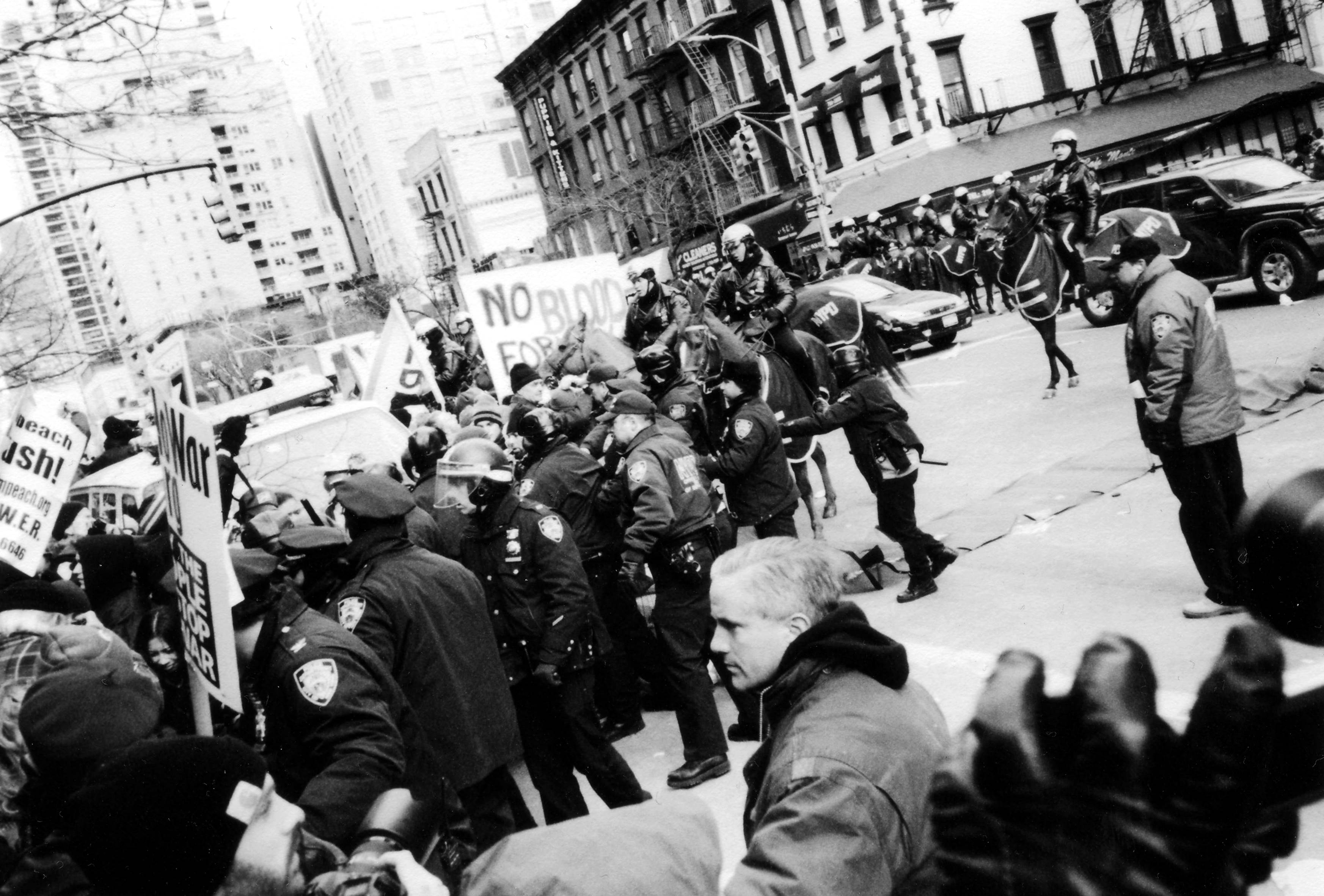
متظاهرون ضد حرب العراق في نيويورك.

قبل بدء الحرب في العراق وأثناءها وبعدها، بدأت جهود احتجاج منسقة في الولايات المتحدة. في 15 فبراير 2003، وقعت سلسلة من الاحتجاجات في جميع أنحاء العالم مع الأحداث في حوالي 800 مدينة. في مارس 2003، قبل غزو العراق بقيادة الولايات المتحدة وبريطانيا مباشرة، أدت تعبئة احتجاجية أطلق عليها «العالم يقول لا للحرب» إلى ما يصل إلى 500000 متظاهر في مدن في جميع أنحاء الولايات المتحدة.
مجموعات الناشطين في الولايات المتحدة بما في ذلك الولايات المتحدة من أجل السلام والعدالة، كود بينك (النساء يقلن لا للحرب)، قدامى المحاربين في العراق ضد الحرب، عائلات العسكريين تتكلم (MFSO)، ليس باسمنا، الإجابة، قدامى المحاربين من أجل السلام، والعالم لا يمكن أن ينتظر كل تلك المجموعات استمرت في الاحتجاج على حرب العراق. شملت أساليب الاحتجاج التجمعات والمسيرات، والتماسات المساءلة، وتنظيم محكمة لجرائم الحرب في نيويورك (للتحقيق في الجرائم والانتهاكات المنسوبة لسلطة إدارة بوش)، وجلب النساء العراقيات للقيام بجولة في الولايات المتحدة وإخبار القصة من جانبهن، ومسرح الشوارع وصناعة الأفلام المستقلة والظهور البارز للناشطين المناهضين للحرب مثل سكوت ريتر وجانيس كاربينسكي ودهر جميل، يقاومون التجنيد العسكري في حرم الجامعات، ويمنعون الضرائب، وكتابة الرسائل الجماعية للمشرعين والصحف، والمدونات والموسيقى ومسرح حرب العصابات. واصل المنتجون المستقلون للإعلام البث، والبودكاست وبرامج استضافة المواقع حول الحركة ضد حرب العراق.
ابتداءً من عام 2005، بدأت معارضة العمل العسكري ضد إيران في الولايات المتحدة والمملكة المتحدة وأماكن أخرى، بما في ذلك إنشاء حملة ضد العقوبات والتدخل العسكري في إيران. بحلول أغسطس 2007، زادت المخاوف من هجوم وشيك من جانب الولايات المتحدة و/ أو إسرائيل على إيران إلى مستوى أن العديد من الفائزين بجائزة نوبل، مثل شيرين عبادي (جائزة نوبل للسلام 2003)، ومايريد كوريجان-ماجوير وبيتي ويليامز (جائزة نوبل للسلام المشتركة 1976)، وهارولد بينتر (جائزة نوبل للآداب 2005) وجودي ويليامز (جائزة نوبل للسلام 1997)، إلى جانب العديد من الجماعات المناهضة للحرب، بما في ذلك اللجنة الإسرائيلية للشرق الأوسط خالية من الأسلحة النووية والبيولوجية والكيميائية، وحملة لنزع السلاح النووي حذرت CASMII وCode Pink والعديد من الأشخاص الآخرين مما يعتقدون أنهم يمثلون خطرًا وشيكًا بحدوث "حرب على نطاق غير مسبوق ضد إيران، وخاصة التعبير عن القلق من أن الهجوم على إيران باستخدام الأسلحة النووية "لم يستبعد". ودعوا إلى حل النزاع حول البرنامج النووي الإيراني بالوسائل السلمية، ودعوة لإسرائيل "باعتبارها الدولة الشرق أوسطية الوحيدة المشتبه في امتلاكها أسلحة نووية "، للانضمام إلى معاهدة حظر الانتشار النووي.

## لقراءة المزيد
- سكوت هـ. بينيت، السلمية الراديكالية: رابطة المقاومة للحرب واللاعنف الغاندي في أمريكا، 1915-1945 (جامعة سيراكيوز. الصحافة، 2003).
- تشارلز شاتفيلد، محرر، حركة السلام في أمريكا (نيويورك: كتب شوكان، 1973). (ردمك 0-8052-0386-9) ISBN   0-8052-0386-9
- تشارلز شاتفيلد مع روبرت كلايدمان، حركة السلام الأمريكية: المثل العليا والنشاط (نيويورك: دار نشر توين، 1992). (ردمك 0-8057-3852-5) ISBN   0-8057-3852-5
- إيستمان، كارولين، «قتال مثل رجل: الجنس والبلاغة في حركة السلام الأمريكية في أوائل القرن التاسع عشر»، تاريخ القرن التاسع عشر الأمريكي 10 (سبتمبر 2009)، 247–71.
- Elsie Locke، Peace People: A History of Peace Activities in New Zealand (Christchurch، NZ: Hazard Press، 1992). (ردمك 0-908790-20-1) ISBN   0-908790-20-1
- سام مارولو وجون لوفلاند، محرران، حركة السلام في الثمانينات: وجهات نظر العلوم الاجتماعية (نيو برونزويك: مطبعة جامعة روتجرز، 1990). (ردمك 0-8135-1561-0) ISBN   0-8135-1561-0
- كارولين مورهيد، الشعب المزعج : المحاربون للسلمية (بيثيسدا، دكتوراه في الطب: أدلر وأدلر، 1987).
- روجر سي. سلام الثالث، سلام عادل ودائم: حركة السلام الأمريكية من الحرب الباردة إلى عاصفة الصحراء (شيكاغو: ذا نوبل برس، 1991). (ردمك 0-9622683-8-0) ISBN   0-9622683-8-0
- لورنس س. ويتنر، ثوار ضد الحرب: حركة السلام الأمريكية، 1933-1983 (فيلادلفيا: مطبعة جامعة تمبل، 1984). (ردمك 0-87722-342-4) ISBN   0-87722-342-4
- نانسي زاروليس وجيرالد سوليفان، من الذي تكلم؟ الاحتجاج الأمريكي ضد الحرب في فيتنام، 1963-1975 (نيويورك: هولت، رينهارت ووينستون، 1984). (ردمك 0-03-005603-9) ISBN   0-03-005603-9
- أندريه دوراند: " غوستاف موينير ومجتمعات السلام نسخة محفوظة 20 فبراير 2009 على موقع واي باك مشين. ". في: المجلة الدولية للصليب الأحمر، لا. 314، ص.   532-550 (31-10-1996)
- http://nonviolentaction.net قاعدة بيانات 300 طرق غير عنيفة